# Wbeymar Angulo
Wbeymar Angulo (en armenio: Ուբեյմար), (Nuquí, Chocó, Colombia, 8 de marzo de 1992) es un futbolista colombiano de nacionalidad armenia, juega como mediocampista y su equipo es el Malut United FC de la Liga 1 de Indonesia. Es internacional con la selección de fútbol de Armenia.

## Trayectoria

### Inicios
En su natal Colombia debutó a nivel profesional al servicio del Patriotas Boyacá en el año 2008, posteriormente en 2011 jugaría en el Bogotá FC y en el  Atlético Huila. Para el 2012 ficha con Alianza Petrolera donde consigue el ascenso a primera división. Con poco reconocimiento y tan sólo habiendo jugado 20 partidos en cuatro temporadas decide tomar rumbos internacionales.

### Murciélagos FC
Para enero de 2014 llegá a territorio Mexicano para jugar en la tercera división del fútbol azteca con el Murciélagos F. C. donde muestra un gran nivel disputando varios partidos y anotando su primer gol como profesional el 8 de febrero de 2014 en la caída del Murciélagos F. C. 1-3 frente a los Dorados de UACH.

### Armenia
El 1 de agosto de 2015 fue confirmado como nuevo jugador del Gandzasar Kapan F. C. de la liga Armenia, por recomendación de Vlatko Drobarov, fichando por 6 temporadas. Allí anota su segundo gol como profesional el día 24 de agosto de 2015 en la victoria de su club 3-2 frente al Mika F. C.
Abandonó el club a finales de 2020 para recalar en el entonces campeón de liga F. C. Ararat Armenia. En este equipo estuvo hasta que en enero de 2023 fue cedido al Alashkert F. C.

### Malut United FC
El 21 de junio del 2024 fue confirmado como nuevo jugador del Malut United FC, equipo recién ascendido a la Liga 1 de Indonesia.

## Selección nacional
A finales de agosto de 2020 gracias al entrenador Joaquín Caparrós, se le convocó por primera ocasión a la selección de fútbol de Armenia, para los partidos de la Liga de las Naciones de la UEFA 2020-21 frente a sus similares de Macedonia del Norte y Estonia. Jugó los dos encuentros y anotó un gol.

## Estadísticas
Actualizado hasta el 13 de septiembre de 2024.
| Club                         | Temporada     | Liga  | Liga  | Copa nacional | Copa nacional | Copa internacional | Copa internacional | Total | Total |
| Club                         | Temporada     | Part. | Goles | Part.         | Goles         | Part.              | Goles              | Part. | Goles |
| ---------------------------- | ------------- | ----- | ----- | ------------- | ------------- | ------------------ | ------------------ | ----- | ----- |
| Patriotas Boyacá · Colombia  | 2008          | 1     | 0     | Inexistentes  | Inexistentes  | Inexistentes       | Inexistentes       | 1     | 0     |
| Patriotas Boyacá · Colombia  | Total         | 1     | 0     | 0             | 0             | 0                  | 0                  | 1     | 0     |
| Bogotá FC · Colombia         | 2011          | 5     | 0     | Inexistentes  | Inexistentes  | Inexistentes       | Inexistentes       | 5     | 0     |
| Bogotá FC · Colombia         | Total         | 5     | 0     | 0             | 0             | 0                  | 0                  | 5     | 0     |
| Atlético Huila · Colombia    | 2011          | 1     | 0     | 9             | 0             | Inexistentes       | Inexistentes       | 10    | 0     |
| Atlético Huila · Colombia    | Total         | 1     | 0     | 9             | 0             | 0                  | 0                  | 10    | 0     |
| Alianza Petrolera · Colombia | 2012          | 4     | 0     | Inexistentes  | Inexistentes  | Inexistentes       | Inexistentes       | 4     | 0     |
| Alianza Petrolera · Colombia | Total         | 4     | 0     | 0             | 0             | 0                  | 0                  | 4     | 0     |
| Murciélagos F. C. · México   | 2014-15       | 4     | 1     | Inexistentes  | Inexistentes  | Inexistentes       | Inexistentes       | 4     | 1     |
| Murciélagos F. C. · México   | Total         | 4     | 1     | 0             | 0             | 0                  | 0                  | 4     | 1     |
| Gandzasar Kapan Armenia      | 2015-16       | 21    | 1     | 4             | 0             | Inexistentes       | Inexistentes       | 25    | 1     |
| Gandzasar Kapan Armenia      | 2016-17       | 29    | 0     | 2             | 0             | Inexistentes       | Inexistentes       | 31    | 0     |
| Gandzasar Kapan Armenia      | 2017-18       | 26    | 2     | 4             | 0             | 2                  | 0                  | 32    | 2     |
| Gandzasar Kapan Armenia      | 2018-19       | 28    | 1     | 3             | 0             | 2                  | 0                  | 18    | 1     |
| Gandzasar Kapan Armenia      | 2019-20       | 18    | 1     | 3             | 0             | Inexistentes       | Inexistentes       | 21    | 1     |
| Gandzasar Kapan Armenia      | 2020-21       | 8     | 3     | 1             | 0             | Inexistentes       | Inexistentes       | 9     | 3     |
| Gandzasar Kapan Armenia      | Total         | 130   | 8     | 17            | 0             | 4                  | 0                  | 151   | 8     |
| Ararat-Armenia Armenia       | 2020-21       | 11    | 1     | 3             | 0             | Inexistentes       | Inexistentes       | 14    | 1     |
| Ararat-Armenia Armenia       | 2021-22       | 27    | 0     | 2             | 0             | Inexistentes       | Inexistentes       | 29    | 0     |
| Ararat-Armenia Armenia       | 2022-23       | 6     | 0     | 2             | 0             | 1                  | 0                  | 9     | 0     |
| Ararat-Armenia Armenia       | Total         | 44    | 1     | 7             | 0             | 1                  | 0                  | 52    | 1     |
| Alashkert Armenia            | 2022-23       | 11    | 0     | Inexistentes  | Inexistentes  | Inexistentes       | Inexistentes       | 11    | 0     |
| Alashkert Armenia            | 2023-24       | 29    | 1     | Inexistentes  | Inexistentes  | 4                  | 0                  | 33    | 1     |
| Alashkert Armenia            | Total         | 40    | 0     | 0             | 0             | 4                  | 0                  | 44    | 1     |
| Malut United FC Indonesia    | 2024/25       | 4     | 0     | Inexistentes  | Inexistentes  | Inexistentes       | Inexistentes       | 4     | 0     |
| Malut United FC Indonesia    | Total         | 4     | 0     | 0             | 0             | 0                  | 0                  | 4     | 0     |
| Total carrera                | Total carrera | 233   | 11    | 33            | 0             | 9                  | 0                  | 275   | 11    |

### Selección
| Selección | Año   | Amistosos | Amistosos | Eurocopa | Eurocopa | Liga de Nacionales | Liga de Nacionales | Eliminatorias Mundialistas | Eliminatorias Mundialistas | Copa Mundial | Copa Mundial | Total | Total |
| Selección | Año   | PJ        | G         | PJ       | G        | PJ                 | G                  | PJ                         | G                          | PJ           | G            | PJ    | G     |
| --------- | ----- | --------- | --------- | -------- | -------- | ------------------ | ------------------ | -------------------------- | -------------------------- | ------------ | ------------ | ----- | ----- |
| Armenia   | 2020  | --        | --        | --       | --       | 5                  | 1                  | --                         | --                         | --           | --           | 5     | 1     |
| Armenia   | 2021  | 2         | 1         | --       | --       | --                 | --                 | 1                          | 0                          | --           | --           | 3     | 1     |
| Armenia   | 2022  | --        | --        | --       | --       | 2                  | 0                  | --                         | --                         | --           | --           | 2     | 0     |
| Armenia   | Total | 2         | 1         | 0        | 0        | 7                  | 1                  | 1                          | 0                          | 0            | 0            | 10    | 2     |
| Total     | Total | 2         | 1         | 0        | 0        | 7                  | 1                  | 1                          | 0                          | 0            | 0            | 10    | 2     |

## Palmarés

### Campeonatos nacionales
| Título          | Club              | País     | Año     |
| --------------- | ----------------- | -------- | ------- |
| Primera B       | Alianza Petrolera | Colombia | 2012    |
| Copa de Armenia | Gandzasar Kapan   | Armenia  | 2017/18 |